# Metalobosia atriloba
Metalobosia atriloba är en fjärilsart som beskrevs av Paul Dognin 1912. Metalobosia atriloba ingår i släktet Metalobosia och familjen björnspinnare. Inga underarter finns listade i Catalogue of Life.